# 寺ちゃんの飛び出せ!ハッピータウン
寺ちゃんの飛び出せ!ハッピータウン（てらちゃんのとびだせ!ハッピータウン）は、文化放送の『陳平&寺ちゃんのハッピートゥモロー』や『野村邦丸のごきげん!二重丸◎』内で、12:20 - 12:50頃に放送されていた中継箱番組。

## 番組内容
寺島尚正アナウンサーとアシスタントが、様々な町に飛び出していく。主に、地元の店の宣伝や通り掛かりの人のインタビューとリクエスト曲が、番組のメインとなっていた。
また、12時40分頃には、寺島アナ扮する「ウメばあさん」が、通り掛かりの人となぞなぞで勝負する（前期はしりとり対決）が、「ウメばあさん」に勝った人はあまりいない。その代わり、相手の人はリクエスト曲をかけてもらえる。「ウメばあさん」の本名は「桜田ウメ」。番組終了時点で、90歳という事になっていた。
なお、中継現場に、色紙とペンを持って行くと寺島がサインを書いてくれていた。
「ごきげん!二重丸◎」の終了に伴い、2005年4月1日をもって終了。翌週より12時台全体を、寺島アナが務めることになった（寺島尚正 ラジオパンチ!）。